# Grenada (Mississippi)
Grenada é uma cidade localizada no estado americano de Mississippi, no Condado de Grenada.

## Demografia
Segundo o censo americano de 2000, a sua população era de 14.879 habitantes.
Em 2006, foi estimada uma população de 14.546, um decréscimo de 333 (-2.2%).

## Geografia
De acordo com o United States Census Bureau tem uma área de
77,6 km², dos quais 77,6 km² cobertos por terra e 0,0 km² cobertos por água. Grenada localiza-se a aproximadamente 55 m acima do nível do mar.

## Localidades na vizinhança
O diagrama seguinte representa as localidades num raio de 32 km ao redor de Grenada.